# Tamara Ehlert
Tamara Ehlert, zeitweise auch Tamara Traumann (* 28. Dezember 1921 in Königsberg i. Pr.; † 8. September 2008 in München), war eine deutsche Schriftstellerin, die vor allem als Lyrikerin und Erzählerin tätig war.

## Leben
Tamara Ehlert, Tochter von Alice Ehlert, absolvierte nach ihrem Abitur am Bismarck-Oberlyzeum in Königsberg eine Schauspiel- und Tanzausbildung. Ab 1941 arbeitete sie im Krieg als Telefonistin und Funkerin. Sie absolvierte zudem eine Dolmetscherpüfung. Nach dem Krieg war sie bei der britischen Militärregierung als Dolmetscherin beschäftigt. Bereits 1938 waren erste Veröffentlichungen im Königsberger Tageblatt erschienen. Ab 1945 wurden viele ihrer Kurzgeschichten und lyrischen Gedichte in Zeitungen und Zeitschriften (z. B. ab 1948 in der Hannoverschen Presse) gedruckt. Ab 1951 war sie außerdem Mitarbeiterin im Bayerischen Rundfunk.
Ihr Werk So war der Frühling in meiner Stadt wurde von Apollinarija Sulewa ins Russische übersetzt und 1993 in der 1946 umbenannten Heimatstadt von Ehlert als zweisprachiger Band (Deutsch-Russisch) veröffentlicht. Außerdem erschienen Lyrik und Prosa in über 60 Anthologien, beispielsweise in Deutsche Stimmen, Fernes weites Land, Ostpreußische Liebesgeschichten sowie weitere Kurzgeschichten in Anthologien des Rowohlt Verlags.
Tamara Ehlert, verheiratete (Ehlert-)Traumann, war evangelisch, lebte in München und Fürstenfeldbruck und hatte zwei Töchter (Diana und Tajana).

## Auszeichnungen
- Lyrikpreis des Brentano-Verlags, Stuttgart (1954)
- Copernicus-Preis der DFG (1970)
- Andreas-Gryphius-Förderpreis der Künstlergilde (1976)

## Werke
- Die Dünenhexe. Erzählungen. Eichland, Göttingen 1957.
- Spröder Wind von Ost. Lyrik (= Marburger Bogendrucke. Band 25). Marburger Kreis, Marburg [1972].
- Kleiner alter Mann geht durch den Wind. Lyrik. Martin-Verlag Berger, ohne Jahr, ISBN 3-7865-0014-2.
- Das silberne Fräulein. Erzählung. Lyrik und Prosa (= Ostpreußisches Mosaik. Band 8). Rautenberg, Leer 1978, ISBN 3-7921-0212-9.
- So war der Frühling in meiner Stadt, Gedichte und Prosa. 1993.